# Кім Чжон Хьок
Кім Чжон Хьок (кор. 김종혁, 13 березня 1983) — південнокорейський футбольний арбітр. З 2009 року є Арбітром ФІФА, так і континентальної конфедерації АФК.

## Кар'єра
Чжон Хьок провів свій перший міжнародний матч у березні 2009 року в рамках відбору до чемпіонату Східної Азії 2010 року між Гуамом і Монголією, який завершився перемогою футболістів Гуаму з рахунком 1:0. Чжон Хьок роздав дві жовті картки. Згодом він провів один матч основного турніру в лютому 2010 року.
29 червня 2011 року дебютував на рівні ФІФА, коли обслуговував відбірковий матч до чемпіонату світу 2014 року між Монголією та М'янмою (1:0). На дев'яностій хвилині він вилучив з поля нападника М'янми, показавши червону картку.
У 2013 році АФК у шести матчах використовував Кіма на матчах Ліги чемпіонів АФК, включаючи чвертьфінальний матч між японським «Кашіва Рейсол» і саудівським «Аль-Шабабом» (1:1).
23 листопада 2014 року Чжон Хьок обслуговував фінал Кубка Південної Кореї.
У грудні 2014 року Кім Чон Хек був обраний до складу суддівської бригади на чемпіонату Азії 2015 року, який проходив в Австралії. На турнірі в січні 2015 року він провів три матчі, включаючи чвертьфінал між Австралією та Китаєм (2:0).
2016 року судив фінал Кубка АФК між іракським клубом «Аль-Кува Аль-Джавія» та індійським «Бенгалуру» (1:0), а також працював головним арбітром на Молодіжних чемпіонатах світу 2015 та 2017 років, відсудивши по дві гри.
На початку 2024 року був арбітром Кубка Азії 2023 року.